# 波利亞納 (薩爾內區)
51°14′10″N 26°23′18″E / 51.23611°N 26.38833°E
波利亞納（烏克蘭語：Поляна），是烏克蘭的村落，位於該國西北部羅夫諾州，由薩爾內區負責管轄，始建於1860年，面積0.42平方公里，海拔高度153米，2001年人口431，人口密度每平方公里1,031.1人。